# Geological Society of America

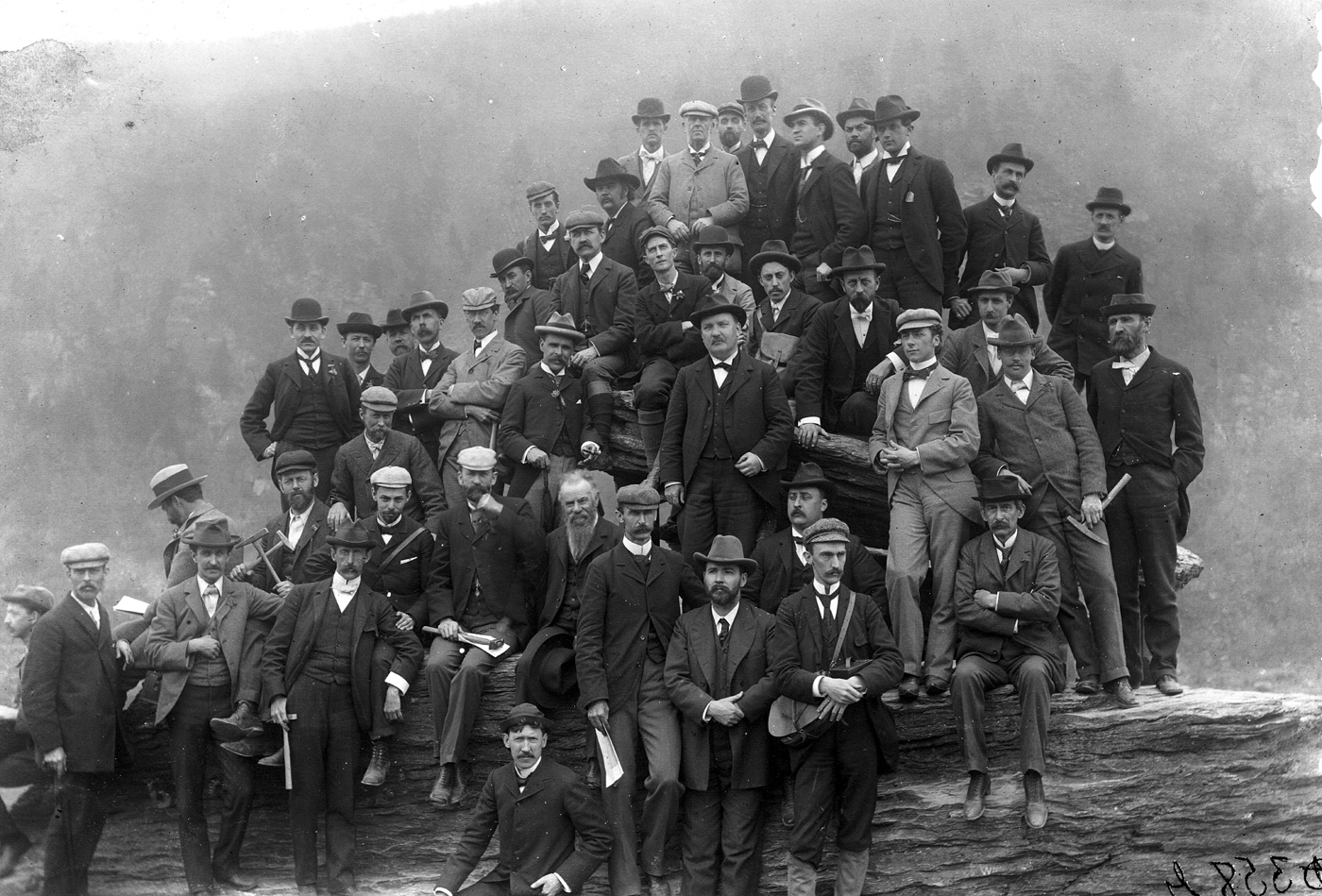
Abril de 1897 excursió geològica a Harper's Ferry a West Virginia

La Geological Society of America és una organització sense ànim de lucre per al progrés de les ciències geològiques . La Societat va ser fundada a Nova York el 1888 per Alexander Winchell, John J. Stevenson, Charles H. Hitchcock, John R. Proctor i Edward Orton. Des de 1968 té la seu a Boulder, Colorado. Segons dades de 2007, té 21.000 membres en 85 estats.

## Activitat
L'objectiu de la GSA és permetre el progrés de les ciències de la Terra, donant suport a la professionalitat dels seus membres i promovent les ciències geològiques al servei de la humanitat.
Sota el seu patrocini s'organitzen actes i congressos científics. En particular, organitza reunions anuals, consistents en debats sobre temes relacionats amb la geologia, també en presència d'escoles i altres organitzacions en la matèria. Fomenta la publicació d'assaigs i publicacions periòdiques relacionades amb el tema. En aquest sentit publica dues revistes, el Butlletí, anomenat «Geological Society of America Bulletin», també conegut simplement com «GSA Bulletin», i «Geology».
Cada any atorga un premi important, la Medalla Penrose (instituïda pel geòleg i empresari miner RAF Penrose Jr.), a aquells que contribueixen a l'avenç dels estudis de ciències de la terra.
Les activitats socials també tenen lloc dins les seccions regionals (n'hi ha 6 a Amèrica del Nord) i s'organitzen en 17 divisions especials. En els darrers anys ha impulsat el debat, també als mitjans de comunicació, sobre els problemes i els efectes derivats del canvi climàtic i l'escalfament global.

## Presidents del cinquantè aniversari
Segons els documents del lloc web de la GSA, la llista de presidents "històrics" de l'organització és la següent: 
- James Hall (1889)
- James D. Dana (1890)
- Alexander Winchell (1891)
- Grove Karl Gilbert (1892 e 1909)
- J. William Dawson (1893)
- Thomas C. Chamberlin (1894)
- Nathanial S. Shaler (1895)
- Joseph Le Conte (1896)
- Edward Orton (1897)
- John J. Stevenson (1898)
- Benjamin K. Emerson (1899)
- George Mercer Dawson (1900)
- Charles Doolittle Walcott (1901)
- Newton Horace Winchell (1902)
- Samuel Franklin Emmons (1903)
- John Casper Branner (1904)
- Raphael Pumpelly (1905)
- Israel C. Russell (1906)
- Charles R. Van Hise (1907)
- Samuel Calvin (1908)
- Arnold Hague (1910)
- William M. Davis (1911)
- Herman L. Fairchild (1912)
- Eugene A. Smith (1913)
- George F. Becker (1914)
- Arthur P. Coleman (1915)
- John M. Clarke (1916)
- Frank D. Adams (1917)
- Whitman Cross (1918)
- John Campbell Merriam (1919)
- Israel C. White (1920)
- James F. Kemp (1921)
- Charles Schuchert (1922)
- David White (1923)
- Waldemar Lindgren (1924)
- William B. Scott (1925)
- Andrew C. Lawson (1926)
- Arthur Keith (1927)
- Bailey Willis (1928)
- Heinrich Ries (1929)